# Herculis 2018
L'Herculis 2018 è stato la 32ª edizione del meeting di atletica leggera che si disputa con cadenza annuale a Fontvieille, quartiere del Principato di Monaco. Lo stadio all'interno del quale si è svolta la manifestazione è stato come sempre il Louis II; le gare hanno avuto inizio il 19 e il 20 luglio 2018. Il meeting è stato inoltre la decima tappa del circuito IAAF Diamond League 2018.

## Programma[1]

### Giorno 1
| # | Orario | Specialità     |
| - | ------ | -------------- |
| 1 | 19:15  | Getto del peso |

| # | Orario | Specialità     |
| - | ------ | -------------- |
| 1 | 18:00  | Getto del peso |

### Giorno 2
| # | Orario | Specialità         |
| - | ------ | ------------------ |
| 1 | 19:45  | 1000 metri         |
| 2 | 20:05  | Salto triplo       |
| 3 | 20:10  | Salto in alto      |
| 4 | 20:15  | 800 metri          |
| 5 | 21:00  | 1500 metri         |
| 6 | 21:15  | 110 metri ostacoli |
| 7 | 21:35  | 200 metri          |
| 8 | 21:45  | 3000 metri siepi   |

| # | Orario | Specialità         |
| - | ------ | ------------------ |
| 1 | 19:35  | Salto con l'asta   |
| 2 | 20:03  | 400 metri          |
| 3 | 20:25  | 100 metri ostacoli |
| 4 | 20:35  | 3000 metri siepi   |
| 5 | 20:50  | 100 metri          |
| 6 | 21:25  | 800 metri          |

     Specialità valide per la Diamond League

## Risultati
Di seguito i primi tre classificati di ogni specialità.

### Uomini
| Specialità         |                     | Prestazione | 2º classificato      | Prestazione | 3º classificato         | Prestazione |
| 200 metri          | Noah Lyles          | 19"65       | Ramil Guliyev        | 19"99       | Álex Quiñónez           | 20"03       |
| 800 metri          | Nijel Amos          | 1'42"14     | Brandon McBride      | 1'43"20     | Saúl Ordóñez            | 1'43"65     |
| 1000 metri         | Solomon Lekuta      | 2'17"42     | George Manangoi      | 2'18"07     | Baptiste Mischler       | 2'18"23     |
| 1500 metri         | Timothy Cheruiyot   | 3'28"41     | Elijah Manangoi      | 3'29"64     | Filip Ingebrigtsen      | 3'30"01     |
| 3000 metri siepi   | Soufiane el-Bakkali | 7'58"15     | Evan Jager           | 8'01"02     | Conseslus Kipruto       | 8'09"78     |
| 110 metri ostacoli | Sergej Šubenkov     | 13"07       | Orlando Ortega       | 13"18       | Pascal Martinot-Lagarde | 13"20       |
| Salto in alto      | Danil Lysenko       | 2.40 m      | Wang Yu              | 2.30 m      | Majd Eddin Ghazal       | 2.27 m      |
| Salto triplo       | Christian Taylor    | 17.86 m     | Pedro Pablo Pichardo | 17.67 m     | Omar Craddock           | 17.37 m     |
| Getto del peso     | Ryan Crouser        | 22.05 m     | Darrell Hill         | 21.72 m     | Darlan Romani           | 21.70 m     |

     Prestazione che stabilisce il nuovo record del meeting.

### Donne
| Specialità         |                     | Prestazione | 2º classificato    | Prestazione | 3º classificato      | Prestazione |
| 100 metri          | Marie-Josée Ta Lou  | 10"89       | Murielle Ahouré    | 11"01       | Elaine Thompson      | 11"02       |
| 400 metri          | Shaunae Miller-Uibo | 48"97 DLR   | Salwa Eid Naser    | 49"08       | Shakima Wimbley      | 50"85       |
| 800 metri          | Caster Semenya      | 1'54"65     | Francine Niyonsaba | 1'55"99     | Natoya Goule         | 1'56"03     |
| 100 metri ostacoli | Queen Harrison      | 12"64       | Dawn Harper-Nelson | 12"90       | Yanique Thompson     | 12"92       |
| 3000 metri siepi   | Beatrice Chepkoech  | 8'44"32     | Courtney Frerichs  | 9'00"85     | Hyvin Kiyeng         | 9'04"41     |
| Salto con l'asta   | Anželika Sidorova   | 4.85 m      | Yarisley Silva     | 4.80 m      | Aikaterinī Stefanidī | 4.80 m      |
| Getto del peso     | Gong Lijiao         | 20.31 m     | Raven Saunders     | 19.67 m     | Christina Schwanitz  | 19.51 m     |

     Prestazione che stabilisce il nuovo record del meeting.